# Libor Novák (1958)
Libor Novák, pro odlišení od svého jmenovce uváděn též jako Libor Novák starší (* 2. března 1958), je bývalý český politik, v 90. letech 20. století poslanec České národní rady a Poslanecké sněmovny za Občanské fórum a ODS, později nezařazený poslanec.

## Biografie
V únoru 1990 se stal poslancem České národní rady v rámci procesu kooptací do ČNR. Mandát pak krátce poté obhájil v řádných volbách v roce 1990 za Občanské fórum. Opětovně byl zvolen ve volbách v roce 1992, nyní již za ODS (volební obvod Východočeský kraj). Zasedal v rozpočtovém výboru.
Od vzniku samostatné České republiky v lednu 1993 byla ČNR transformována na Poslaneckou sněmovnu Parlamentu České republiky. Zde setrval do konce funkčního období parlamentu, tedy do sněmovních voleb v roce 1996. V prosinci 1995 odešel z poslaneckého klubu ODS a nadále ve sněmovně zasedal jako nezařazený poslanec. Důvodem pro odchod z klubu ODS i vystoupení ze strany byla skutečnost, že Novák spáchal dopravní nehodu pod vlivem alkoholu. V letech 2018 až 2023 byl členem předsednictva Koruny České (monarchistické strany Čech, Moravy a Slezska).